# 花面狐蝠屬
花面狐蝠屬（学名：Styloctenium），哺乳綱、翼手目、狐蝠科的一屬，而與花面狐蝠屬（花面狐蝠）同科的動物尚有捷果蝠屬（捷果蝠）、毬果蝠屬（布氏毬果蝠）、灰果蝠屬（灰果蝠）等之數種哺乳動物。

## 下属物种
本科包括以下属：
- Styloctenium mindorensis Esselstyn, 2007
- 花面狐蝠 Styloctenium wallacei (Gray, 1866)，紋面狐蝠